# 차지훈
차지훈(1982년 6월 1일 ~ )은 대한민국의 프로게임단 지도자이다.

## 지도자 경력
2007년 온게임넷 스파키즈의 코치를 맡으면서 e스포츠 업계에 발을 담갔다.
2009년 SK텔레콤 T1의 코치로 영입되었다.
2012년 5월 제8프로게임단의 코치로 영입되었다. 그리고 제8프로게임단의 스폰서 계약 이후 진에어 그린윙스의 코치로 활동하였다.
2013년 12월 진에어 그린윙스의 스타크래프트 II 종목 전담 감독으로 승격되었다. 2016년 9월, 프로리그 감독상을 수상했다. 2016년 11월, 스타2 지도자상을 수상했다.
2019년 11월, 진에어 그린윙스의 리그 오브 레전드 감독으로 부임했다. 2020 서머 시즌 챌린저스 준우승을 달성했으며 대회 베스트 코치로 선정되었다.

## 코치, 감독 경력

### 코치 경력
- 2008년 신한은행 프로리그 2007 후기리그 4위 (온게임넷 스파키즈)
- 2008년 스페셜포스 pCparK MuSe 클랜 인수 (온게임넷 스파키즈)
- 2008년 신한은행 프로리그 2008 준우승 (온게임넷 스파키즈)
- 2010년 신한은행 프로리그 09-10 준우승 (SK텔레콤 T1)
- 2010년 경남-STX컵 마스터즈 2010 우승 (SK텔레콤 T1)
- 2011년 신한은행 위너스리그 10-11 우승 (SK텔레콤 T1)
- 2011년 신한은행 프로리그 10-11 준우승 (SK텔레콤 T1)
- 2011년 STX컵 마스터즈 2011 우승 (SK텔레콤 T1)
- 2012년 SK플래닛 스타크래프트 프로리그 시즌1 우승 (SK텔레콤 T1)
- 2012년 SK플래닛 스타크래프트Ⅱ 프로리그 시즌2 3위 (제8프로게임단)

### 감독 경력
- 2014년 SK텔레콤 스타크래프트 II 프로리그 2014 1라운드 4위 (진에어 그린윙스)
- 2014년 SK텔레콤 스타크래프트 II 프로리그 2014 2라운드 우승 (진에어 그린윙스)
- 2014년 SK텔레콤 스타크래프트 II 프로리그 2014 3라운드 4위 (진에어 그린윙스)
- 2014년 SK텔레콤 스타크래프트 II 프로리그 2014 4라운드 우승 (진에어 그린윙스)
- 2014년 SK텔레콤 스타크래프트 II 프로리그 2014 통합 공동 3위 (진에어 그린윙스)
- 2015년 SK텔레콤 스타크래프트 II 프로리그 2015 1라운드 준우승 (진에어 그린윙스)
- 2015년 SK텔레콤 스타크래프트 II 프로리그 2015 2라운드 준우승 (진에어 그린윙스)
- 2015년 SK텔레콤 스타크래프트 II 프로리그 2015 3라운드 준우승 (진에어 그린윙스)
- 2015년 SK텔레콤 스타크래프트 II 프로리그 2015 통합 준우승 (진에어 그린윙스)
- 2016년 SK텔레콤 스타크래프트 II 프로리그 2016 1라운드 준우승 (진에어 그린윙스)
- 2016년 SK텔레콤 스타크래프트 II 프로리그 2016 2라운드 우승 (진에어 그린윙스)
- 2016년 SK텔레콤 스타크래프트 II 프로리그 2016 3라운드 우승 (진에어 그린윙스)
- 2016년 SK텔레콤 스타크래프트 II 프로리그 2016 감독상 (진에어 그린윙스)
- 2016년 SK텔레콤 스타크래프트 II 프로리그 2016 통합 우승 (진에어 그린윙스)
- 2020년 리그 오브 레전드 챌린저스 코리아 서머 2020 정규리그 1위 (진에어 그린윙스)
- 2020년 리그 오브 레전드 챌린저스 코리아 서머 2020 준우승 (진에어 그린윙스)
- 2020년 리그 오브 레전드 챌린저스 코리아 서머 2020 감독상 (진에어 그린윙스)